# Il pianeta delle scimmie (serie televisiva)
Il pianeta delle scimmie (Planet of the Apes) è una serie televisiva statunitense di fantascienza basata sul film omonimo del 1968 di Franklin J. Schaffner, a sua volta tratto dall'omonimo romanzo di Pierre Boulle.

## Trama
Nel 1980 due astronauti, Virdon e Burke, partono a bordo della Icarus per una missione spaziale ma, a causa di una anomalia, l'astronave viene
sbalzata avanti nel tempo e si schianta sulla Terra del 3085.
Qui capiscono che il pianeta è dominato da scimmie intelligenti, mentre gli uomini sono ridotti allo stato di semplici servi o animali da compagnia. Catturati dalle scimmie e condannati a morte, vengono salvati da uno scimpanzé di nome Galen, e insieme fuggono dall'esercito dei gorilla comandato dal Generale Urko, che ha giurato di uccidere i rinnegati. I due, nel frattempo, cercano anche un modo per ritornare alla loro epoca.

## Episodi
| Stagione       | Episodi | Prima TV USA | Prima TV Italia |
| -------------- | ------- | ------------ | --------------- |
| Prima stagione | 14      | 1974         | 1981            |

## Guest-star
- Tra le guest-star si riconoscono Beverly Garland, Marc Singer e Sondra Locke.